# Nafta
Le nafte sono miscele di idrocarburi caratterizzate da bassa volatilità. Sono usate come combustibile nei motori a ciclo Diesel e ciclo Sabathé.
In altre lingue la parola può essere utilizzata anche per indicare una classe più ampia di derivati del petrolio o addirittura lo stesso petrolio grezzo.
Spesso il termine nafta è intercambiato impropriamente con quello di gasolio, da cui si distingue per il tipo di raffinazione e quindi per le relative caratteristiche chimiche.

## Etimologia
La parola, attraverso il francese naphte e il latino naphtha, deriva dal greco νάφθας náphthas o νάφθα náphtha che indicava un tipo di combustibile volatile (petrolio). L'origine più probabile della parola è l'avestico napta- (persiano näft, arabo nafṭ) "umido", forse imparentato anche con il latino Neptūnus.

## Classificazione
Le nafte si distinguono in:
- le nafte leggere o gasoli (numero di cetano compreso tra 40 e 75[4])
- le nafte semidense (fuel oil, diesel oil)[senza fonte]
- le nafte nere pesanti (per generatori di vapore e impianti termici).

Le nafte e le benzine costituiscono le due grandi classi in cui vengono raggruppati i combustibili liquidi utilizzati nei motori a combustione interna; la prima utilizzata particolarmente nei motori Diesel, la seconda nei motori ad accensione comandata.
Le due classi si distinguono essenzialmente per le loro caratteristiche di volatilità.

## Caratteristiche
Le nafte leggere hanno mediamente un minor peso molecolare (e quindi un minore peso specifico).
Il potere calorifico inferiore è compreso fra 40,2 MJ/kg per le nafte pesanti e 42,7 MJ/kg per il gasolio.
La temperatura di accensione spontanea è compresa tra i 280 °C e i 450 °C.

## Produzione
Le nafte provengono dalla distillazione frazionata del petrolio grezzo.
Infatti dall'olio minerale grezzo distillano:
- prima dei 70 °C circa gli eteri di petrolio (densità 0,65 ~ 0,70);
- sotto i 180 °C i vari tipi di benzine;
- fra i 180 °C e i 280 °C circa il cherosene;
- tra i 280 °C e 370 °C le nafte da motore;
- infine con la distillazione sotto vuoto delle frazioni pesanti si ottengono gli olii lubrificanti.